# The Thirty-Nine Steps (roman)
The Thirty-Nine Steps is een avonturenroman van de Schotse auteur John Buchan, voor het eerst uitgegeven door William Blackwood and Sons. Het werd gepubliceerd in All-Story Weekly van 5 en 12 juni 1915 en in Blackwood's Magazine tussen juli en september 1915, voordat het in oktober van dat jaar in boekvorm werd uitgegeven. Het is de eerste van vijf romans met Richard Hannay in de hoofdrol, een actieheld met Britse flair en een talent om zich uit lastige situaties te redden. De Nederlandse vertaling van het boek door P.H. Ottenhof verscheen in 1980 onder de titel De 39 treden.

## Verhaal
De verteller van het verhaal, Richard Hannay, arriveert begin 1914 in Londen vanuit Rhodesië, waar hij een bescheiden fortuin heeft verdiend als mijningenieur. Gedesillusioneerd door zijn saaie leven als stadsmens, staat hij op het punt Engeland definitief te verlaten wanneer een paniekerige buurman, Franklin Scudder, op de deur klopt van zijn appartement in Portland Place. Scudder is een freelance journalist die beweert een complot te hebben ontdekt tegen de premier van Griekenland, Constantijn Karolides. Volgens Scudder zal Karolides over een paar weken in Londen vermoord worden, een gebeurtenis waarvan de samenzweerders hopen dat deze een oorlog in Europa zal ontketenen.
Uit angst voor zijn leven heeft Scudder zijn eigen dood in scène gezet en moet hij uit het zicht verdwijnen. Hannay staat hem toe zich in zijn appartement te verstoppen en is geschokt wanneer hij een paar dagen later terugkeert en Scudder vermoord aantreft met een mes door zijn hart. Hannay is vastbesloten om de overheid te waarschuwen voor het complot, maar hij wil niet naar de politie stappen uit angst gearresteerd te worden voor moord. Hij ontsnapt uit het gebouw vermomd als melkboer en neemt de trein naar Schotland, met de bedoeling een afgelegen gebied te vinden waar hij zich schuil kan houden. Hij neemt het gecodeerde schriftje met de aantekeningen van Scudder mee.
Hannay belandt op een landelijk station in de Galloway Hills, waar zich een kat-en-muisspel ontspint waarbij hij zowel de samenzweerders, die hem vanuit een vliegtuig proberen te spotten, als de politie probeert te ontwijken. Hij ontcijfert Scudders aantekeningen en ontdekt dat zijn tegenstanders lid zijn van een Duitse spionagegroep, bekend als de "Black Stone", die tot doel heeft de Britse marineplannen te stelen voordat de oorlog uitbreekt. Hannay ontmoet Sir Harry, landeigenaar en kandidaat voor het lokale parlement, en neemt hem in vertrouwen. Sir Harry belooft zijn peetvader, Sir Walter Bullivant, permanent secretaris van Buitenlandse Zaken, te contacteren om hem te waarschuwen voor het complot.
Hannay, die ternauwernood zijn achtervolgers ontsnapt, zoekt zijn toevlucht tot een eenzaam huisje en staat plots oog in oog met de leider van de "Black Stone". Hannays leugens zijn overtuigend genoeg om de spionnen te laten twijfelen aan zijn ware identiteit, en ze sluiten hem op in een opslagruimte in plaats van hem onmiddellijk te doden. Hannay vindt een kast vol explosieven en gebruikt zijn ervaring als mijningenieur om te ontsnappen door het raam op te blazen. Uiteindelijk slaagt hij erin een trein naar het zuiden te nemen, in de hoop Sir Walter Bullivant thuis in Berkshire te treffen.
Sir Walter gelooft het grootste deel van Hannays verhaal, maar twijfelt of Karolides' leven in gevaar is. Een dringend telefoontje van de overheid informeert hem echter dat Karolides al dood is. De twee mannen reizen naar Londen, waar Sir Walter een bijeenkomst van hooggeplaatste ambtenaren zal houden in zijn residentie. Hannay, inmiddels vrijgesproken van de moord in Portland Place, wordt aan zijn lot overgelaten, maar een algemeen gevoel van onbehagen doet hem bij Sir Walters huis aanbellen. Hij arriveert net op tijd om de First Sea Lord te zien vertrekken. Hun blikken kruisen elkaar kortstondig en Hannay herkent hem als een van de spionnen in vermomming. Hannay dringt de vergadering binnen, maar tegen de tijd dat het bedrog bevestigd wordt, is de man allang verdwenen met de marinegeheimen.
Hannay en de andere aanwezigen beseffen dat de spionnen het Kanaal moeten oversteken om hun informatie naar Duitsland te krijgen en zoeken in Scudders notitieboekje naar aanwijzingen over het geplande vertrekpunt. Een aantekening met de tekst "Negenendertig treden — ik heb ze geteld — Hoogtij, 22.17 uur" leidt hen naar een villa op een klif in Kent met een privétrap — met 39 treden — die naar de zee leidt. Een jacht wacht voor de kust. Hannay confronteert de bewoners van de villa en is tot zijn afgrijzen getuige van een ogenschijnlijk doodgewone groep Engelse vrienden die in de zon een potje tennis hebben gespeeld. Maar dan slaat een van de mannen zijn ogen neer in een karakteristiek gebaar dat Hannay herkent: het is de eigenaar van het huisje in Schotland. Hannay blaast op zijn fluitje en de spionnen worden gearresteerd voordat ze het jacht kunnen bereiken. Zeven weken later neemt Groot-Brittannië deel aan de Eerste Wereldoorlog en wordt Hannay benoemd tot kapitein in het leger. Hij merkt op: ‘Maar ik had mijn beste dienst al geleverd, denk ik, voordat ik het kaki aantrok.’

## Hoofdpersonages
- Richard Hannay – hoofdpersoon en verteller, mijningenieur onlangs gearriveerd uit Zuidelijk Afrika
- Franklin P. Scudder – freelance journalist
- Sir Harry – Schotse landeigenaar en kandidaat voor het lokale parlement
- Sir Walter Bullivant – Permanent Secretaris van het Ministerie van Buitenlandse Zaken en peetvader van Sir Harry
- Alexander Turnbull – stratenmaker

## Achtergrond
John Buchan schreef The Thirty-Nine Steps terwijl hij ziek te bed lag met een maagzweer, een kwaal die hem zijn hele leven zou blijven achtervolgen. Buchans zoon William schreef later dat de naam van het boek ontstond toen de dochter van de auteur de trappen telde in St. Cuby, een privé-verpleeghuis aan de Cliff Promenade in Broadstairs, waar Buchan aan het herstellen was. "Er was een houten trap die naar het strand leidde. Mijn zus, die ongeveer zes jaar oud was en net goed had leren tellen, ging naar beneden en kondigde vrolijk aan: er zijn 39 treden." De tunnelvormige trap door de klif bestond in werkelijkheid uit 78 treden, maar Buchan halveerde het aantal om een betere titel te creëren. Toen de oorspronkelijke eikenhouten treden later werden vervangen, werd er één, compleet met een koperen plaquette, naar Buchan gestuurd. De betonnen trap telt nu 108 treden en loopt nog steeds van de tuin naar het strand.
Deze roman was zijn eerste "shocker", zoals hij het zelfs noemde – een verhaal dat persoonlijke en politieke drama's combineerde. Het markeerde een keerpunt in Buchans literaire carrière en introduceerde zijn avontuurlijke held Richard Hannay. Hij beschreef een "shocker" als een avontuur waarbij de gebeurtenissen in het verhaal onwaarschijnlijk zijn en de lezer nog maar net kan geloven dat ze echt gebeurd zijn.

## Literair belang
The Thirty-Nine Steps is een van de vroegste voorbeelden van het archetype van de "man-op-de-vlucht"-thriller, dat later door veel filmmakers werd overgenomen. In The Thirty-Nine Steps gebruikt Buchan Richard Hannay als voorbeeld voor zijn lezers: een gewone man die de belangen van zijn land boven zijn eigen veiligheid stelt. Het verhaal was een groot succes bij de mannen in de loopgraven van de Eerste Wereldoorlog. Een soldaat schreef aan Buchan: "Het verhaal wordt zeer gewaardeerd te midden van modder, regen en granaten, en alles wat het leven in de loopgraven deprimerend kan maken."
Hannay vervolgde zijn avonturen in vier volgende boeken. Twee daarvan speelden zich af tijdens de oorlog, toen hij zijn undercoverwerk tegen de Duitsers en hun bondgenoten de Turken voortzette in Greenmantle (1916) en Mr. Standfast (1919). De andere twee verhalen, The Three Hostages (1924) en The Island of Sheep (1936), speelden zich af in de naoorlogse periode, toen Hannay's tegenstanders criminele bendes waren.

## Bewerkingen
De roman is voor meerdere media bewerkt, veel van deze versies wijken aanzienlijk af van de tekst – bijvoorbeeld door een romantische relatie voor het hoofdpersonage te introduceren die ontbrak in de originele roman en geïnspireerd is door Hitchcocks film. In de meeste gevallen wordt de titel afgekort tot The 39 Steps, maar het boek en de verfilming uit 1978 gebruiken de volledige titel.

### Films

#### The 39 Steps (1935)
Deze zwart-witfilm uit 1935, geregisseerd door Alfred Hitchcock, wijkt aanzienlijk af van het boek. Robert Donat speelt Hannay en Madeleine Carroll speelt een vrouw die hij in de trein ontmoet. Deze versie wordt door veel critici beschouwd als de beste verfilming. Dit was een van de vele Hitchcock-films gebaseerd op het idee van een "onschuldige man op de vlucht", zoals Saboteur en North by Northwest.

#### The 39 Steps (1959)
De film uit 1959, geregisseerd door Ralph Thomas, was de eerste kleurenversie, met Kenneth More als Hannay en Taina Elg als Miss Fisher in de hoofdrollen. De film is sterk gebaseerd op Hitchcocks bewerking, inclusief de music-hallfinale met "Mr. Memory" en Hannay's ontsnapping uit een trein op de Forth Bridge, scènes die niet in het boek voorkomen. De filmmuziek werd geschreven door Clifton Parker.

#### The Thirty Nine Steps (1978)
De versie uit 1978 werd geregisseerd door Don Sharp en had Robert Powell als Hannay, Karen Dotrice als Alex en John Mills als kolonel Scudder in de hoofdrollen. Deze wordt over het algemeen beschouwd als de film die het dichtst bij het boek staat omdat het verhaal zich net als in de roman afspeelt vóór de Eerste Wereldoorlog. Afgezien daarvan vertoont het scenario nog steeds weinig gelijkenis met Buchans oorspronkelijke verhaal. De climax had geen enkele relatie met de ontknoping van de roman, maar zag Hannay in plaats daarvan aan de wijzers van Big Ben hangen. De film werd gevolgd door een spin-off televisieserie, Hannay, ook met Powell in de hoofdrol en met avonturen die zich afspelen vóór de gebeurtenissen in The Thirty-Nine Steps.

#### The 39 Steps (2008)
Eind jaren 2000 gaf de BBC opdracht voor een nieuwe televisiebewerking van de roman. Het scenario werd geschreven door Lizzie Mickery en de film werd geproduceerd door BBC Scotland. De 90 minuten durende televisiefilm heeft Rupert Penry-Jones, Lydia Leonard, Patrick Malahide en Eddie Marsan in de hoofdrollen en werd voor het eerst uitgezonden op 28 december 2008. Er werd een romantische subplot aan het verhaal toegevoegd, met Lydia Leonard in de hoofdrol. De verhaallijn volgt slechts zeer vaag die van het boek, waarbij veel personages werden hernoemd of helemaal werden weggelaten. De film eindigt met een scène met een onderzeeër in een Schots loch, in plaats van de oorspronkelijke scène voor de kust van Kent.

### Radio
Er waren talloze Amerikaanse radiobewerkingen in de twee decennia na de release van Hitchcocks film, waarvan de meeste gebaseerd waren op de sterk gewijzigde plot. Het verhaal blijft een populair onderwerp voor moderne liveproducties, uitgevoerd in een vergelijkbare, ouderwetse radiostijl.

### Theater
In 1995 ging een komische theaterbewerking van Simon Corble en Nobby Dimon voor een cast van vier acteurs in première in Richmond (North Yorkshire), waarna het stuk op tournee ging in Noord-Engeland. Hoewel het gebaseerd is op Buchans roman, is het sterk beïnvloed door Hitchcocks verfilming uit 1935. In 2005 herschreef Patrick Barlow het script, waarbij hij de scènes, de enscenering en het kleinschalige gevoel behield. In juni 2005 ging deze herbewerking in première in Leeds en vervolgens ging het stuk ook in permière in West End en later op Broadway. De Broadway-productie ontving zes Tony Award-nominaties en won er twee voor beste lichtontwerp en beste geluidsontwerp. De Londense show won een Laurence Olivier Award, twee Tony Awards en een Drama Desk Award.